# Hachirōgata (Akita)
Hachirōgata (八郎潟町, Hachirōgata-machi) est un bourg du district de Minamiakita, dans la préfecture d'Akita au Japon. Il est situé au bord du lac Hachirō.

## Géographie

### Démographie
Au 1er juillet 2014, la population de Hachirōgata s'élevait à 6 191 habitants répartis sur une superficie de 17,00 km2.